# Atrichopogon schizonyx
Atrichopogon schizonyx är en tvåvingeart som beskrevs av Giles och Wirth 1982. Atrichopogon schizonyx ingår i släktet Atrichopogon och familjen svidknott.
Artens utbredningsområde är Sri Lanka. Inga underarter finns listade i Catalogue of Life.